# Zabergano
Zabergano (em latim: Zaberganus; em grego: Ζαβέργαν) foi um cã dos cutrigures.

## Etimologia

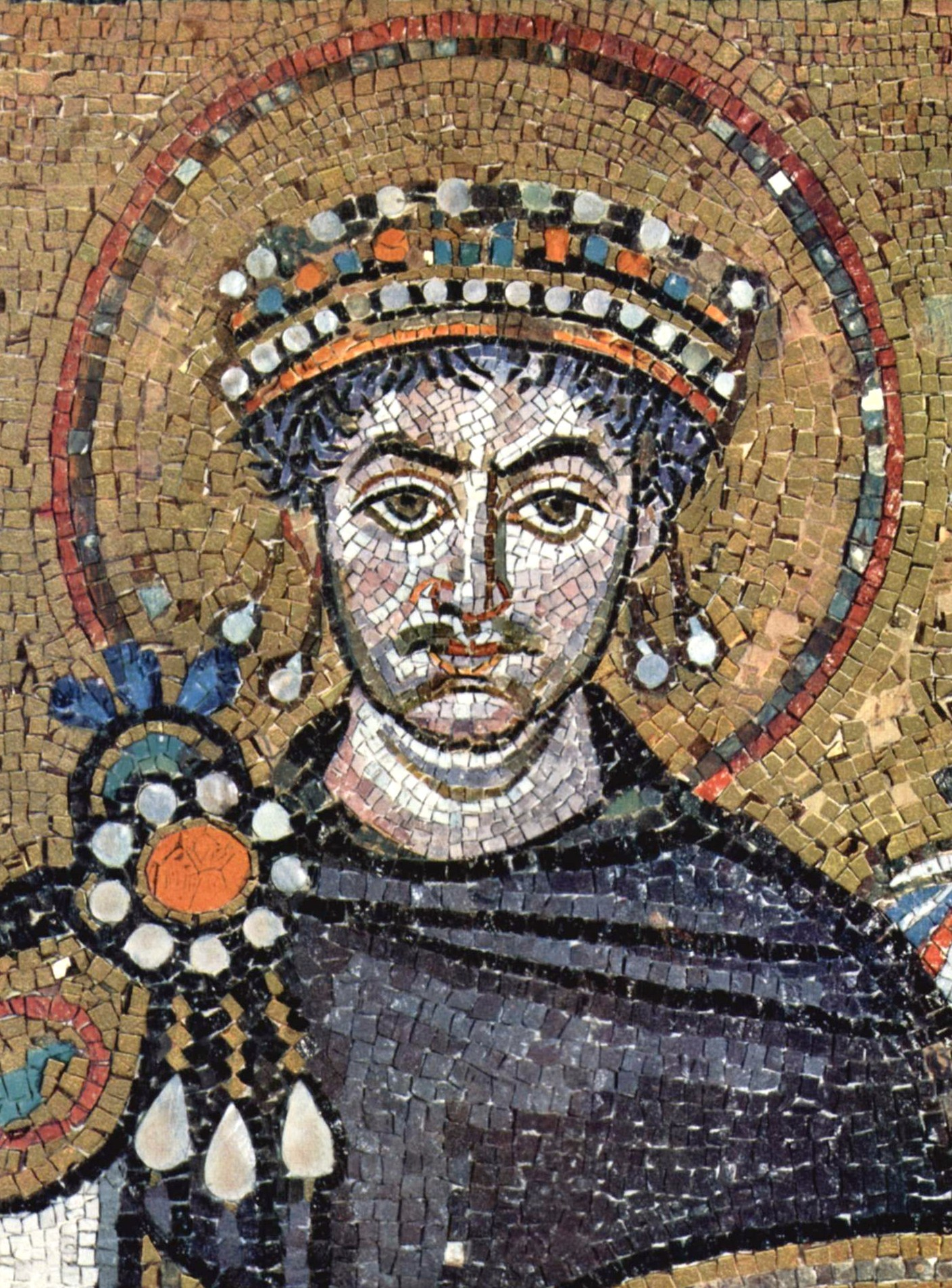
Imperador Justiniano r.

Ferdinand Justi comparou o nome "Zabergano" com "Zabargo" (em grego: Ζάβαργος; romaniz.: Zábargos) citado em duas inscrições de Tánais e assumiu que a terminação -an foi o patronímico -ana, -an. O nome Zabergano tem uma origem persa. Ele é registrado na inscrição trilíngue de Sapor I no Cubo de Zaratustra nas formas zplk'n (pálavi), zbrkn (parta) e Zabrigan (grego: Ζαβρίγαν).

## Vida
Após cutrigures e utrigures firmarem a paz ca. 558, por estar sob pressão dos ávaros ou em revolta contra o Império Bizantino, cruzou no inverno de 558/559 o Danúbio congelado com sua cavalaria, passou pela Mésia e Cítia Menor, e dividiu seu exército em três seções, uma atacou tão ao sul quanto as Termópilas, enquanto os outros dois à Trácia. Aproveitando-se das avarias da Grande Muralha da Trácia decorrentes de um terremoto, invadiu Constantinopla com c. 7000 cavaleiros. O imperador Justiniano (r. 527–565) chamou Belisário de sua aposentadoria e ordenou que parasse os intrusos.
Com um exército de 300 soldados fortemente armados e outras tropas compostas por civis e camponeses dos locais pilhados por Zabergano, Belisário emboscou a cavalaria cutrigur nas proximidades da vila de Cheto e a derrotou. Mesmo derrotado, Zabergano permaneceu na Trácia até o verão, quando a frota bizantina bloqueou o Danúbio e impediu que os cutrigures se retirassem. Ele foi forçado a negociar a paz e retornar prisioneiros de guerra, enquanto lhe foi prometido pagamento de subsídios. Com sua retirada, Justiniano celebrou um triunfo em 11 de agosto de 559. Mais tarde, para evitar novos ataques, Justiniano instigou novos conflitos entre os cutrigures e utrigures de Sandilco.